# 布茨尼 (巴爾區)
48°57′46″N 27°37′55″E / 48.96278°N 27.63194°E
布茨尼（烏克蘭語：Буцні），是烏克蘭的村落，位於該國西南部文尼察州，由日梅林卡區負責管轄，面積14.4平方公里，海拔高度279米，2001年人口288，人口密度每平方公里20人。